# Pseudonupserha
Pseudonupserha är ett släkte av skalbaggar. Pseudonupserha ingår i familjen långhorningar.
Kladogram enligt Catalogue of Life:
| Pseudonupserha | \| \| Pseudonupserha congoensis \| \| \| \| \| \| Pseudonupserha flavipennis \| \| \| \| \| \| Pseudonupserha mediovittata \| \| \| \| \| \| Pseudonupserha neavei \| \| \| \| \| \| Pseudonupserha wittei \| \| \| \| |
|                | \| \| Pseudonupserha congoensis \| \| \| \| \| \| Pseudonupserha flavipennis \| \| \| \| \| \| Pseudonupserha mediovittata \| \| \| \| \| \| Pseudonupserha neavei \| \| \| \| \| \| Pseudonupserha wittei \| \| \| \| |
|                | Pseudonupserha congoensis |
|                | |
|                | Pseudonupserha flavipennis |
|                | |
|                | Pseudonupserha mediovittata |
|                | |
|                | Pseudonupserha neavei |
|                | |
|                | Pseudonupserha wittei |
|                | |